# Didésoxyribonucléotide
Ne doit pas être confondu avec désoxyribonucléotide.

Didésoxyadénosine triphosphate.
On remarque l'absence des groupements 2'OH et 3'OH.

Un didésoxyribonucléotide (souvent abrégé ddNTP) est un nucléotide dont les groupements 2'OH et 3'OH du ribose sont absents. Les didésoxyribonucléotides sont utilisés dans différentes méthodes de séquençage de l'ADN. 

## Méthode de Sanger

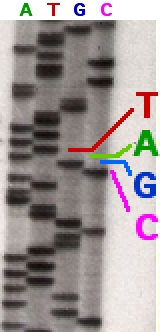
Séquençage par la méthode de Sanger.

Le séquençage s'effectue par Polymerase Chain Reaction (PCR) dans quatre tubes différents, chacun contenant les quatre désoxyribonucléotides (dATP, dCTP, dGTP et dTTP) ainsi qu'un des quatre didésoxyribonucléotides en faible concentration.
La polymérisation des nouveaux brins d'ADN se fait avec les dNTP. L'incorporation, peu fréquente, d'un ddNTP, dans le brin d'ADN, empêche la polymérisation de se poursuivre : l'absence du groupement 3'OH n'autorise pas une nouvelle liaison phosphodiester. Ainsi, dans chaque tube, de nombreux fragments d'ADN sont obtenus, de longueurs différentes mais finissant tous par le même didésoxynucléotide. L'étude des fragments des quatre tubes sur un gel d'acrylamide (hautement résolutif) permet de déduire la séquence du fragment étudié.
Aujourd'hui, le principe a été amélioré avec l'utilisation des quatre ddNTP dans le même tube, chacun marqué avec un fluorochrome propre. Cette méthode ne nécessite donc qu'une seule électrophorèse au lieu de quatre, la séquence étant déduite de la succession des différentes fluorescences.